# Черепашинці
Черепа́шинці — село в Україні, у Калинівській міській громаді Хмільницького району Вінницької області за 12 км від адміністративного центру громади та за 48 км від обласного центру.

## Етимологія
Що до походження назви села народний переказ доводить, що в давнину селище називалось Вишенька, а нове поселення було розташоване поміж боліт-трясовин, які боронили селян від раптових наскоків татар. У цих болотах колись водилось багато панцерних черепах, від чого і пішла назва села Черепашинці.

## Географія

### Розташування
Село Черепашинці розташоване по обох берегах річки Постолової — лівої притоки Південного Бугу.

### Водойми
На території села знаходиться 8 ставків, серед яких найбільшими є Центральний став (на березі якого розкинувся сільський парк), Церковний став (поблизу Свято-Покровської церкви) та став Панчоха.

### Заповідники
- Вільхове — заповідне урочище.

### Урбаноніми
Кількість елементів інфраструктури в селі — це 20 вулиць з 1500 будинками.
Вулиці:
- Будякова
- Ватутіна Миколи
- Вишнева
- Гагаріна Юрія
- Заводська
- Зелена
- Комсомольська
- Космонавтів
- Коцюбинського Михайла
- Леніна Володимира
- Лермонотова Михайла
- Лісова
- Ломоносова Михайла
- Механізаторів
- Мілової
- Набережна
- Піонерська
- Польова
- Садова
- Шкільна

Місцевості:
- Ваканець
- Задрипанка
- Зеленщина
- Круча
- Повелки
- Садиби
- Совінщина
- Центр

## Історія
Згідно з першим архівним записом село Черепашинці було засновано у XVI столітті та знаходилося на території, яка тепер зайнята лісом. Жителі селища для оборони від орд татар створили оборонний рубіж — фортецю обнесену валами, глибоким ровом, наповненим водою.
Черепашинецьке укріплення побудоване на крутому схилі лівого берега річки Постолова, в його верхній рівнинній частині. Це постійне окреме, замкнуте, бастіонне укріплення довжиною 90 метрів, шириною 65 метрів, без урахування фасок бастіонів. Висота фортечних валів з внутрішньої сторони 3 метри, а з зовнішньої північної та західної сторін 25-30 метрів де вони краще збереглися. Південну стіну розібрано при будівництві стадіону. Збереглися бастіонні споруди західної частини. Верхня частина валу була обнесена палісадом. На бастіонах стояли башти одна з яких була сторожовою. З неї приймали сигнали небезпеки степових постів спостереження. Інші прикривали захисників від ураження.
Укріплення було обнесене оборонним валом шириною 30 метрів глибиною 10 метрів. Краще зберігся рів із північної та західної сторін, східна частина ледь проглядається.
В'їзні брами фортеці, ймовірно, були розташовані з північної та південної сторін. Навпроти них були дерев'яні розбірні мости через рів. Біля воріт міст був підйомний. У північному валі, імовірно був таємний хід, який ішов у підземелля (у другій половині XIX століття пани Здзеховські використовували його частину як льох).
На території фортеці було декілька будівель, що були розташовані між валом та шляхом, серед них могли бути казарми фортеці, які вміщували невеликий гарнізон вояків, склад зі зброєю та адміністрацією.
Обслуговували замок війська місцевої старостинської команди, у складі яких була шляхта, привілейовані слуги магната, що були його руками й очима. В старостинській команді були козаки, які наймались за гроші, несли польову сторожову службу, використовувались в придушені опору селян, виконання екзекуцій та збору податків. Також, у приватновласницьких старостинських маєтках були ще такі категорії населення, як «стрільці», «побережники», «гайдуки», обов'язком яких була охорона маєтків.
Військово-оборонну систему в замку та у всій магнатській волості очолював замковий урядник. Він стежив за порядком у волості, відповідав за справність замкових укріплень, контролював несення служби залогою замку. Таким чином Черепашенецький замок на певний час став оборонним та адміністративним центром володінь Калиновських у північно-східній частині Вінницького повіту. У військовому відношенні ця фортеця була невеликим дерев'яно-земляним укріпленням, але зі значним оборонним потенціалом. Могутні п'ятикутні бастіони давали можливість контролювати усі підступи до фортеці та давати відсіч ворогам, що сприяло подальшому заселенню села.
У 1883-87 рр. за готовим проектом муровану церкву в селі будував архітектор Сазонов Василь Васильович.
Під час проведеного радянською владою Голодомору 1932—1933 років померло щонайменше 274 жителі села.
У 1990-х роках в межах села видобували граніт і білу глину, але після призупинення розробки кар'єру його затопили підземні джерела, і утворилась водойма — Черепашинецький кар'єр, яка стала місцем бюджетного відпочинку як місцевих жителів, так і приїжджих з обласного центру, сусідніх міст і Києва, особливо завдяки серії сюжетів на телебаченні.
12 червня 2020 року, відповідно до Розпорядження Кабінету Міністрів України № 707-р, «Про визначення адміністративних центрів та затвердження територій територіальних громад Вінницької області», увійшло до складу Калинівської міської громади.
19 липня 2020 року, в результаті адміністративно-територіальної реформи і ліквідації Калинівського району, село увійшло до складу новоутвореного Хмільницького району.

## Населення
Станом на 1885 рік у колишньому власницькому селі Калинівської волості Вінницького повіту Подільської губернії мешкало 2190 осіб, налічувалось 322 дворових господарства, існували православна церква Покрови Пресвятої Богородиці, католицька каплиця, 2 постоялих будинки, 2 лавки та винокурний завод.
1892 року в селі було 361 дворове господарство, мешкало 3030 осіб.
За переписом 1897 року кількість мешканців зросла до 3495 осіб (1697 чоловічої статі та 1798 — жіночої), з яких 3212 — православної віри.
Нині чисельність населення становить 1571 осіб.

### Мова
Розподіл населення за рідною мовою за даними перепису 2001 року:
| Мова       | Кількість | Відсоток |
| ---------- | --------- | -------- |
| українська | 1551      | 98,73 %  |
| російська  | 19        | 1,21 %   |
| білоруська | 1         | 0,06 %   |
| Усього     | 1571      | 100 %    |

## Економіка
Економічну частину села складає група різногалузевих виробництв, де працює левова частка населення села. Зокрема, на території населеного пункту діють наступні підприємства, які займаються:
- вирощуванням зернових, бобових та насіння олійних культур — СТОВ «Промінь»;
- виготовленням соняшникової олії — СПД «Черепашинецька олійня»;
- виробництвом фруктових та овочевих соків — ВАТ «Вінніфрут».

## Інфраструктура

### Освіта
У селі працює одна школа — черепашинська загальноосвітня школа I—III ступенів, яка поділяється на молодший і старший корпус.
Для найменших мешканців села працює дитячий садок. Всі культурні заходи проходять в сільському Будинку культури, де щодня працює бібліотека.
Шкільництво: історія та сучасність
1876 року у Черепашинцях була відкрита трикласна міністерська школа, яка функціонувала до 1917 року. Наприкінці ХІХ століття був збудований новий кам'яний корпус.
Від часу відкриття школи у 1876 році тут учителював випускник Подільської духовної семінарії Данило Добротворський.
У 1929 році була відкрита трудова школа імені Івана Франка, в якій діти навчалися грамоті, а також було відкрито лікнеп. Тут навчалися мешканці села, які раніше не навчались, вдень ходили на роботу, а вечорами приходили на заняття. Учні, молодь, вчителі проводили різні культурно-освітні вечори, ставили вистави. Це відбувалось переважно у школі або в хаті — читальні. Тоді ж в селі була повністю ліквідована неписьменність. Випускники місцевої школи подальшу освіту здобували у навчальних закладах Калинівки, Вінниці, Києва.
Першою піонеркою школи була Ольга Іванівна Перегончук, а старшою піонервожатою — Ольга Станіславівна Сташевська.
Під час другої світової війни у приміщенні школі знаходився штаб німецьких окупаційних військ, а пізніше загарбники влаштували тут конюшню, а під час відступу замінували школу.
Від 1955 року Черепашинецька школа стала середньою.
1962 року, до 40–річчя утворення СРСР, був зданий в експлуатацію 2-ий корпус місцевої школи на 7 класних приміщень, збудований завдяки активній участі вчителів та старших учнів. З часом у школі було відкрито й бібліотеку, книжки для якої збирали по всьому селі вчителі та учні під керівництвом старшої вожатої Кулик Ганни Степанівни. Нині бібліотечний фонд школи налічує майже десять тисяч примірників.
За всю історію школи, у різні роки, директорами навчального закладу були:
- 1960—1967 роки — Ярмош Федір Григорович.
- 1967—1968 роки — Тарнавський Василь Володимирович.
- 1968—1969 роки — Волосенко Семен Харитонович.
- 1969—1970 роки — Лопадчак Федір Федорович.
- 1970—1973 роки — Захарчук Григорій Корнійович.
- 1973—1982 роки — Білан Валентин Миронович.
- 1982—1988 роки — Потапова Любов Кузьмівна.
- 1988—1995 роки — Кізян Віктор Олександрович.
- 1995—2014 роки — Любчик Василь Іванович.
- 2014-понині — Смук Оксана Вікторівна.

### Послуги
- надання універсальних послуг поштового зв'язку (пересилання простої та рекомендованої кореспонденції, бандеролей, передплата періодичних видань тощо) — відділення поштового зв'язку с. Черепашинці Центру поштового зв'язку № 2 м. Калинівка Вінницької дирекції ПАТ «Укрпошта».

### Медицина
Сільська амбулаторія та аптека.

### Транспортне сполучення
До Черепашинців пролягає автошлях місцевого значення з асфальтовим покриттям.
Залізничне сполучення. Щоденно через зупинний пункт Черепашинці проходить маршрут: «Жмеринка-Козятин».

## Пам'ятки
У селі немало зберігається об'єктів нерухомих пам'яток культурної спадщини різних періодів існування цього давнього поселення. Безумовно, за станом збереження, автентичністю, наукового та історичного значення вони не можуть претендувати на національне визнання, але деякі з них мають бути кандидатами на включення до реєстру пам'яток місцевого значення.
У центрі села, поруч із сільською радою, колись були земляні фортифікаційні укріплення, стояла тепер неіснуюча в'їзна брама. Нині ще збереглися залишки давніх валів, а також засипані рови. На місці колишнього замку збудовано стадіон.
У 1990-х роках знищено залишки південних валу та рову, а разом з ними і старовинний палац.
У лісі, поблизу села знаходиться покинута ставка Герінга «Штайнбрух».

## Відомі люди
- Матохнюк Олександр Іванович — комісар Дніпровської флотилії.
- Безсмертний Іван Артемович — командир партизанського загону.
- Сторч Микола Васильович — генерал — лейтенант.
- Осіпчук Дорофей Зінов'євич — генерал берегової артилерії.
- Олексишина Ганна Петрівна — депутат Верховної Ради УРСР першого скликання.